# Jesper Juul (forfatter)
 For alternative betydninger, se Jesper Juul. (Se også artikler, som begynder med Jesper Juul)
Jesper Juul (født 18. april 1948, død 25 juli 2019) var en dansk familieterapeut, forfatter og debattør.
Juul var en internationalt kendt og respekteret formidler inden for børneopdragelse, og ikke mindst hans bog Dit kompetente barn (1995) fik stor indflydelse på området. Han var inspireret af den amerikanske børnepsykiater Walter Kempler og bar medgrundlægger af det danske Kemplerinstitut i Odder.